# Indre By
Indre By är Köpenhamns mest centrala stadsdel och dess areal är 8,98 km2. Invånarantalet är 53 596 (1 januari 2016) .